# Foilboard

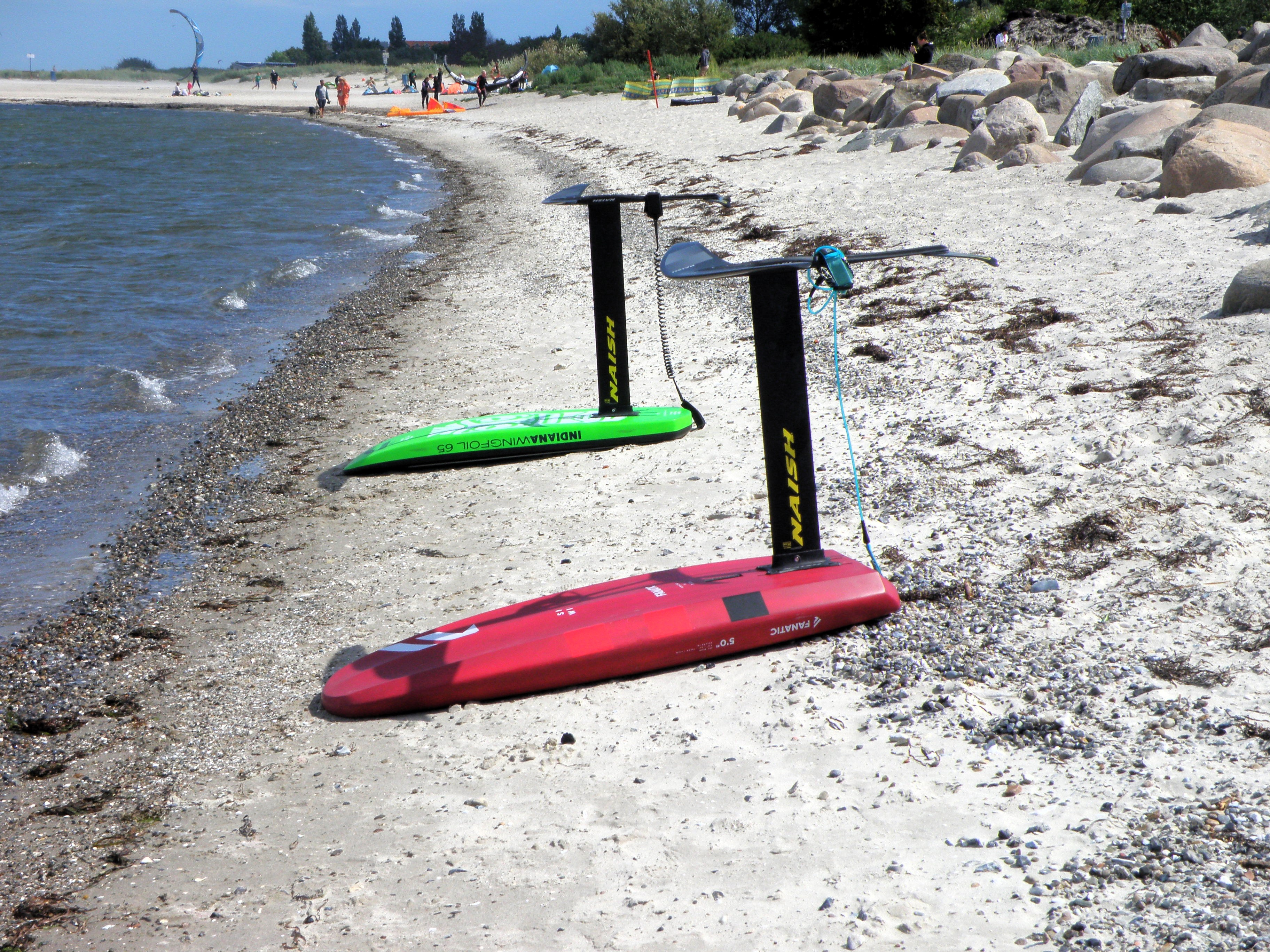
Pour le surf.

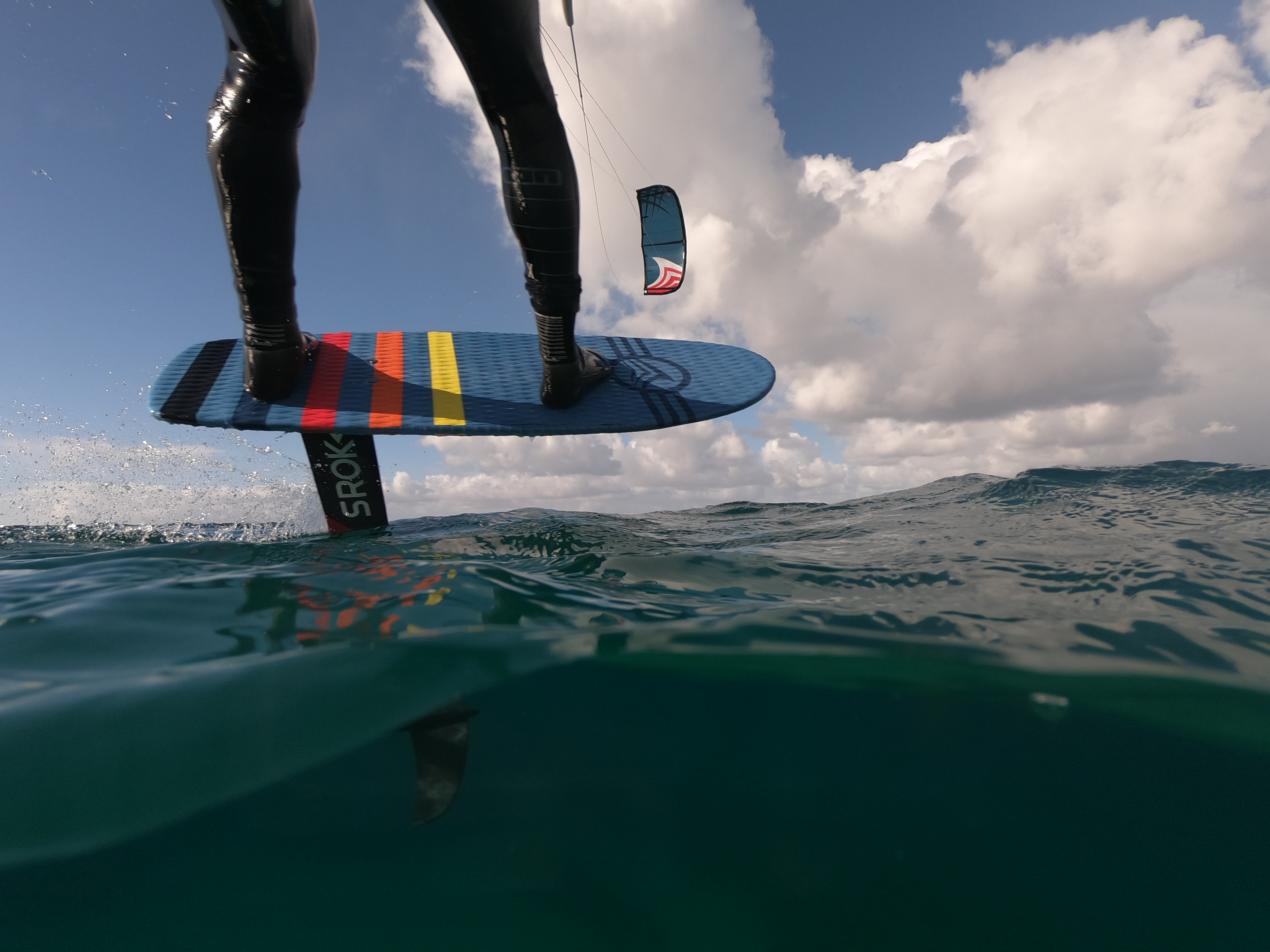
Pour le kitesurf.

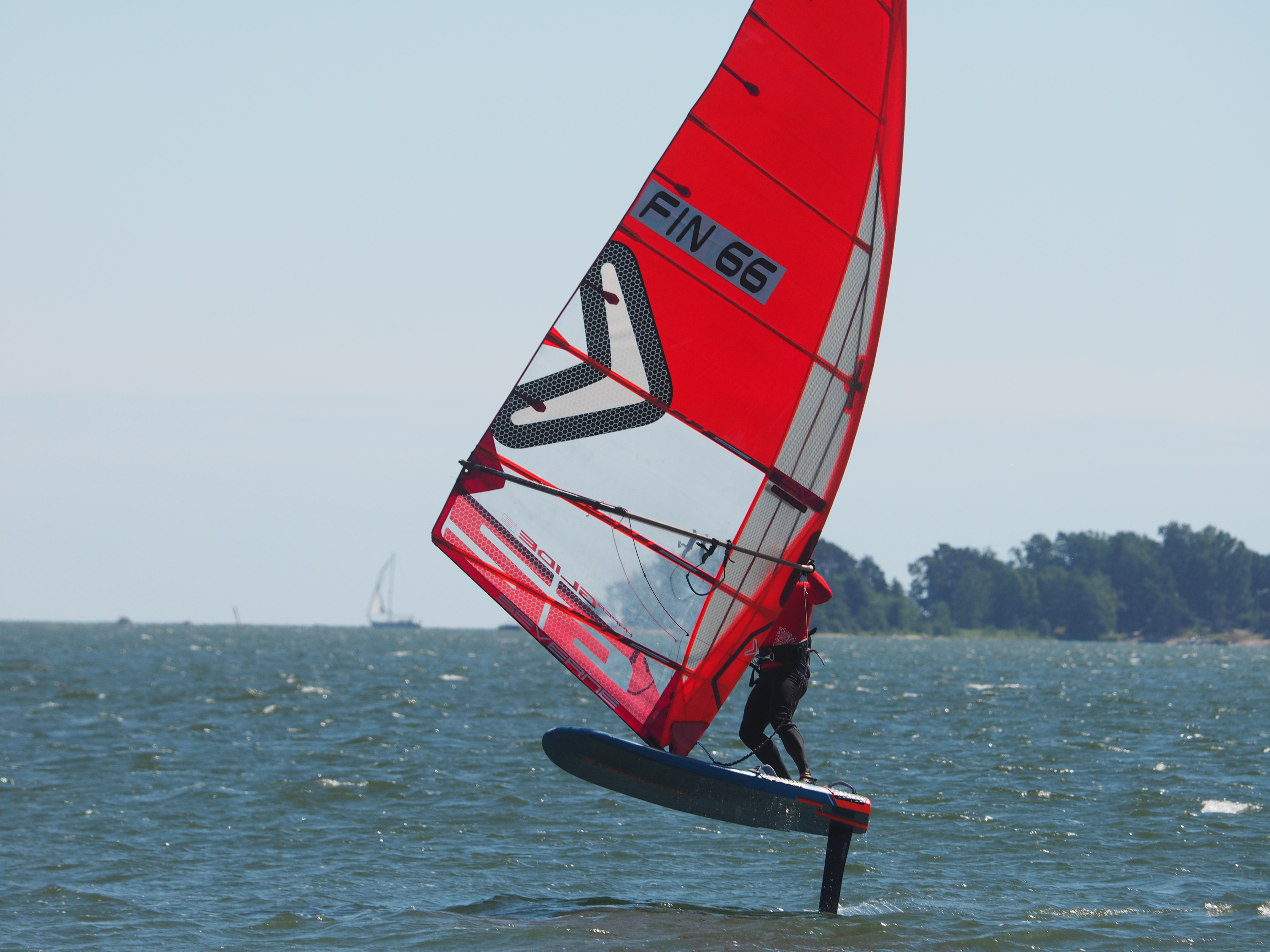
Pour le windsurf.

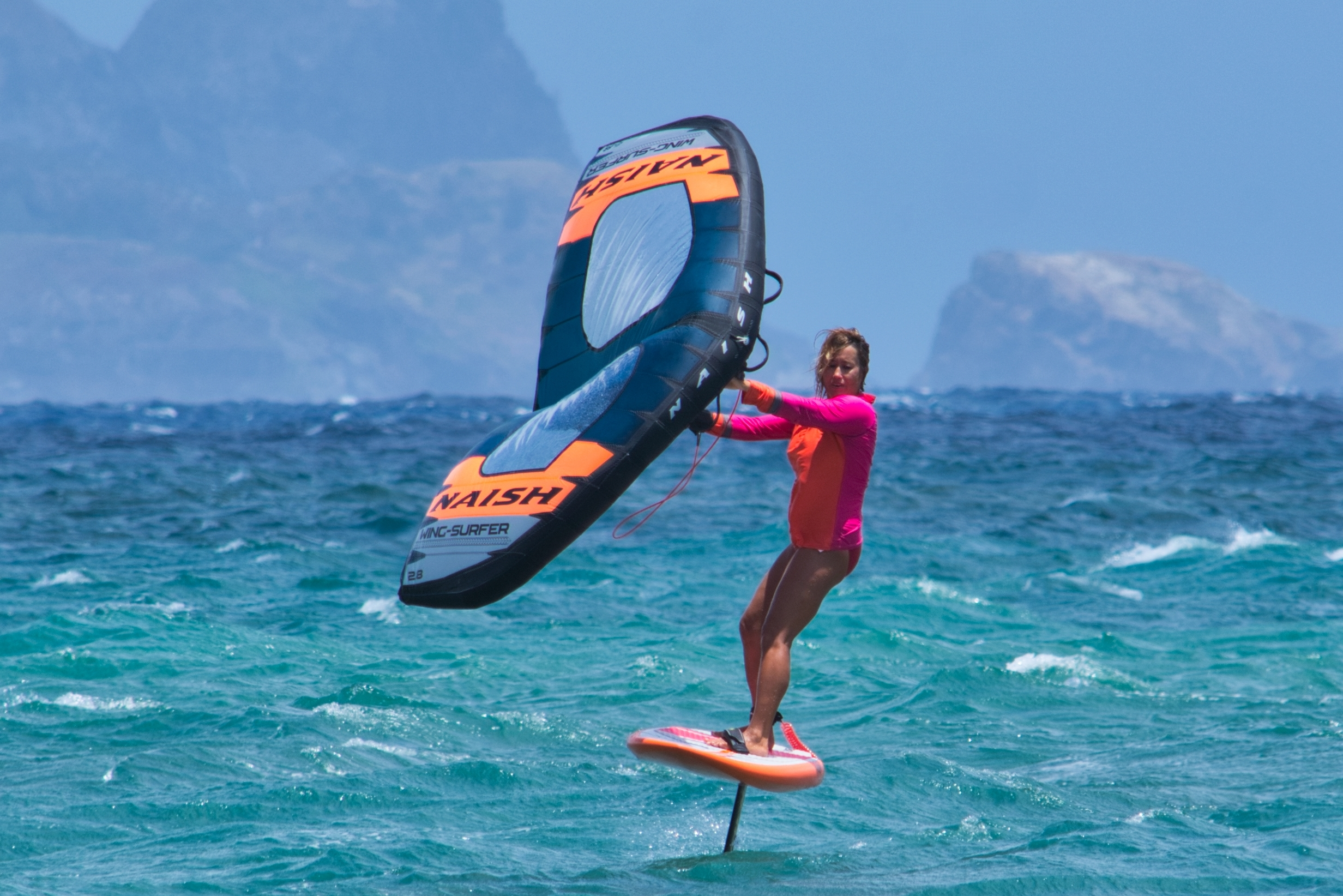
Pour le Wing foil.

La foilboard est une planche munie d'un hydrofoil utilisée pour le surf, le kitesurf, windsurf et le Wing foil.